# Bohumil Štěpán
Bohumil Štěpán (22. února 1905 Trnovo – 28. ledna 1983 Čáslav)) byl český a československý politik a poválečný poslanec Prozatímního a Ústavodárného Národního shromáždění za Československou stranu lidovou.

## Biografie
Narodil se v Bosně (okupované Rakouskem-Uherskem) ve městě Trnovo u Sarajeva, kde jeho otec sloužil v rakousko-uherské armádě. Obecnou školu navštěvoval v Mníšku pod Brdy a následně pokračoval na Arcibiskupském gymnáziu v Praze, kde roku 1924 maturoval. V letech 1924–1930 studoval práva na Univerzitě Karlově. Při studiích na právnické fakultě podnikl studijní cestu po Rakousku, Itálii, Balkánu, Malé Asii a Egyptě. V období let 1931–1939 pracoval na zemském finančním ředitelství v Praze. Za druhé světové války pracoval na usedlosti své manželky v obci Radlík u Jílového a zde se zapojil do domácího odboje. Po válce se účastnil politického dění.
V letech 1945–1946 byl poslancem Prozatímního Národního shromáždění za ČSL. Setrval zde do parlamentních voleb v roce 1946, pak se stal poslancem Ústavodárného Národního shromáždění za ČSL. Zde formálně zasedal až do voleb do Národního shromáždění roku 1948.
Po únoru 1948 pronásledován, vystěhován z pražského bytu do Radlíku a z rozhodnutí komunistů mohl působit pouze v dělnických profesích. Nejprve pracoval jako dělník a brigádník v cukrovarech, později jako kotelník v čokoládovně v Praze-Modřanech.